# Dicloreto de metilfosfinilo
Dicloreto de metilfosfinilo é um organofosforado formulado em {\displaystyle {\ce {CH3PCl2}}}.